# 젯카이 츄신
젯카이 츄신(絶海中津, ぜっかい ちゅうしん)은 일본 난보쿠초 시대(南北朝時代)에서 무로마치 시대(室町時代) 전기에 걸쳐 활약했던 임제종(臨済宗) 선승(禅僧)이자 한시인(漢詩人)이다. 젯카이(絶海)는 그의 도호(道号)로 이 외에도 료칸(要関)、겐지(堅子)、쇼켄 도인(蕉堅道人) 등 여러 가지가 있다. 츄신(中津)은 그의 휘이다. 기도 슈신(義堂周信)과 함께 「고잔 문학(五山文学)의 쌍벽」이라 불렸으나 20세기 후반부터 기도보다 높은 시풍(詩風)이 평가받아 고잔 문학 뿐 아니라 일본 중세 문예사의 정점을 이루었다고 평가받고 있다.

## 생애
겐무(建武) 원년(1334년) 11월 13일, 도사국(土佐国) 다카오카 군(高岡郡) 쓰노(津野)를 지배하고 있던 호족 쓰노 씨(津野氏)의 일족으로 태어났다. 기도 슈신과는 동향 출신이다. 조와(貞和) 4년/쇼헤이(正平) 3년(1348년)에 상경하여 덴류지(天竜寺)에 들었다. 간노(観応) 원년/쇼헤이 5년(1350년)에 머리를 깎고 이듬해에 스승 무소 소세키(夢窓疎石)가 사망할 때까지 그의 옆을 모셨다고 한다.
무소 소세키 입적 후인 분나(文和) 2년/쇼헤이 8년(1353년)에 겐린지(建仁寺)의 류잔 도쿠겐(竜山徳見)에게로 나아가 같은 도쿠겐의 문하에 있던 기도 슈신과 함께 학문을 배웠다. 그러나 이듬해 류잔이 난젠지(南禅寺)로 옮겼으므로 새로 주지로 부임해 온 다이린 센류쿠(大林善育)에게서 배우고 그에게서 탕약시자(湯薬侍者)를 맡았다. 이로부터 10년 뒤인 조지(貞治) 3년/쇼헤이 19년(1364년)에 가마쿠라(鎌倉)로 가서 그곳에서 겐초지(建長寺)의 세이잔 시에이(青山慈永)의 문하로 들어갔다. 그곳에서는 장주(蔵主) ・ 연향시자(焼香侍者)를 맡았다. 이듬해 5월에 동향인 슈신이 사가미(相模)의 센푸쿠지(善福寺)로 들어갔을 무렵에는 그 의발시자(衣鉢侍者)를 맡는다.
오안(応安) 원년/쇼헤이 23년(1368년) 2월에는 중국 명(明)으로 건너가 항주(杭州)의 중천축사(中天竺寺)로 들어갔다. 그 뒤에도 영은사(霊隠寺)、호성만수사(護聖万寿寺) 등으로 나아가 용정보량(用貞輔良) 등 명의 고승들과 만나고 그들에게서도 배웠다. 명 홍무(洪武) 9년(1376년)에는 홍무제(洪武帝)의 알현이 허가되었다. 홍무 11년(1378년)에 일본으로 귀국하였다. 명에서 돌아온 뒤 젯카이 츄신은 많은 고승들과의 만남에서 세속적인 시문 기풍이 있는 사륙문(四六文) 기법을 몸에 익혔다고 한다. 또한 이러한 명 유학은 스승이었던 무소 소세키와 마찬가지로 일본에 있어 정치가나 무장들로부터도 한눈에 주목받는 존재로 부상하는 계기가 되었다.
귀국 후에는 덴류지의 쇼가이 레이켄(性海霊見)에게 귀의하고 고랴쿠(康暦) 2년/덴주(天授) 6년(1380년)에는 겐린지에 있던 기도 슈신과 재회하였다. 그 해에 하리마 슈고(播磨守護)로 위세를 떨치고 있던 아카마쓰 노리스케(赤松則祐)로부터 하리마 호운지(播磨法雲寺)의 주지를 맡아달라는 요청을 받았으나 젯카이는 이를 사양하고 대신 죠린 료사(汝霖良佐)를 노리스케에게 천거, 자신은 가이 에린지(甲斐慧林寺)로 부임하였다.
에이토쿠(永徳) 2년/고와(弘和) 2년(1382년)에 쇼군(将軍) ・ 아시카가 요시미쓰(足利義満)로부터 상경을 명받아 이듬해 9월에 교토로 왔다. 요시미쓰는 안세이지(安聖寺, 주인 도량中陰道場)를 헐고 로쿠온인(鹿苑院)을 창건하고 그곳에 젯카이를 주지로써 부임시켰다. 그러나 젯카이는 차츰 요시미쓰와 대립하게 되었고 지토쿠(至徳) 원년/겐추(元中) 원년(1384년) 6월에 셋쓰(摂津)로 물러났다. 나아가 요시미쓰에게 쫓기게 되어 이듬해 4월에는 아리마 온천(有馬温泉)에 있던 우은암(牛隠庵)으로 피신하였다. 그러나 그 해 7월에 호소카와 요리우지(細川頼之)의 초빙을 받아 사누키(讃岐)로 건너가, 그곳에서 호카이지(宝海寺)를 세웠다. 또한 이 무렵 스승 무소 소세키의 유적으로 알려져 있던 도사의 흡강암(吸江庵)을 재건하였다.
지토쿠 3년/겐추 3년(1386년) 2월에 쇼군 요시미쓰는 젯카이를 사면하고 그에게 재차 교토로 올 것을 명하였다. 그 해 3월에 요시미쓰와 알현한 젯카이는 도지지(等持寺)로 들어갔다. 메이토쿠(明徳) 2년/겐추 8년(1391년)에는 기타야마 도지인(北山等持院)으로 옮겼다가 이듬해 10월에 쇼고쿠지(相国寺)의 주지가 되었다. 오에이(応永) 원년(1394년)에 도지인으로 다시 돌아왔다. 이러한 일련의 움직임은 메이토쿠의 난(明徳の乱) 등의 전란이나 요시미쓰와의 대립이 원인이 되었다고 알려져 있다.
오에이 원년 9월에 쇼코쿠지가 화재로 소실되고 그 복구에 힘쓴 공적으로 젯카이 츄신은 오에이 4년(1397년) 2월에 다시 쇼코쿠지의 주지로써 재임하였으나 이듬해에 사양하고 로쿠온인 원주(院主)가 되었고 나아가 승록(僧録)의 지위를 겸무하면서 로쿠온 승록으로써 교토 5산이나 임제종 사원들의 통괄을 맡았다. 오에이 6년(1399년)에 일어난 오에이의 난(応永の乱)에서는 쇼군 요시미쓰에게 반기를 들었던 오우치 요시히로(大内義弘)의 군진에 요시미쓰의 명을 전달하고 그를 설득하는 임무를 맡았다.
오에이 11년(1404년)에 사직하고 물러났으며 이듬해 4월 5일에 열반에 들었다. 향년 72세였다.

## 시문
조선의 강항이 쓴 《간양록》에는 진절해(津絶海, 젯카이 츄신)가 명에 사신으로 들어갔을 때 황명으로 지었던 시와 그에 홍무제가 화답하였다는 시가 수록되어 있다. 이 시는 일본 연호로 에이와(永和) 2년, 중국 연호로 홍무(洪武) 9년인 1376년에 젯카이 츄신이 명에 들어 갔을 때 홍무제에게 불려가서 지은 것으로 《초견고》(蕉堅藁)에 실려 있다. 
| 젯카이의 시    |                                       |
| 熊野山前徐福祠 | 웅야산 앞에는 서복의 사당이요         |
| 滿山藥草雨餘肥 | 온 산의 약초가 빗줄기 끝에 우거졌다오 |
| 至今海上波濤穩 | 이제껏 바다 위 물결이 평온하니        |
| 直待好風須早歸 | 좋은 바람 기다려 어서 돌아가겠소      |

| 홍무제의 화답  |                                      |
| 熊野峯高血食祠 | 웅야산 높은 봉우리 혈식하는 사당에는 |
| 松根琥珀亦應肥 | 솔뿌리 호박도 살이 올랐다는데        |
| 昔時徐福浮舟去 | 그 옛날 서복이 배 띄워 가서는        |
| 直待好風須早歸 | 돌아오지 않은 채 오늘이 왔네         |

한국 및 중국에는 진시황의 명으로 불로초를 찾아 동남동녀를 거느리고 바다로 떠났다는 서복(徐福)을 두고 그가 일본 열도에 정착하여 일본 천황가의 시조가 되었다는 전승이 퍼져 있었다. 정유재란 당시 포로로 일본에 건너가 일본의 기록 및 전승을 접할 기회가 있었던 강항은 “서복의 후손이 지금 왜황(일본 천황)의 시조가 되었다는 말은 사실이 아니다”라고 하였다.
일본 와카야마현(和歌山県)의 신구시(新宮市)에는 일본으로 건너온 서복이 묻힌 곳이라 전하는 묘가 있는데, 이 전설이 이 시대에 이미 일본뿐 아니라 명나라에까지 널리 전해져 있었음을 알 수 있다. 
또한 젯카이 츄신은 당시 명나라 선종계에서 일대 세력을 이루고 있던 대혜파(大慧派)의 선승(禅僧)들과도 친교가 있었다고 전한다. 그가 명에 들어갔을 때 항주(杭州) 중천축사(中天竺寺)에서 계담종륵(季潭宗泐)에게 사사하고 그의 회하에서 분향하는 시자(侍者)나 장주(蔵主)를 맡기도 했다. 젯카이 츄신의 도호(道号)인 「젯카이」(絶海)도 계담이 지어준 것이다. 그리고 법맥상의 관계에 그치지 않고 그가 일본으로 돌아갈 무렵에 계담을 통해 그 스승인 소은대소(笑隠大訢)의 포실소법(蒲室疏法)을 전수받았으며, 이것이 일본의 오산문학(五山文学)에서 사륙문(四六文)이 유행하는 선구가 되었다는 것은 유명한 사실이다. 대혜파 법맥과의 친교는 깊었다. 

오산문학에 있어서 젯카이 츄신의 문하에서는 用剛乾治 ・ 사이인 슌쇼(西胤俊承) 등을 배출하였다.